# Ehrenpromotion 2015/16
Die Ehrenpromotion 2015/16 war die 102. Spielzeit in der zweithöchsten luxemburgischen Spielklasse im Fußball der Männer. Die Saison begann am 23. August 2015 und endete planmäßig am 22. Mai 2016.

## Tabelle
| Pl.                 | Verein                | Sp. | S  | U | N  | Tore    | Diff. | Punkte |
| ------------------- | --------------------- | --- | -- | - | -- | ------- | ----- | ------ |
| 1.                  | UN Käerjéng 97 (A)    | 26  | 18 | 5 | 3  | 058:260 | +32   | 59     |
| 2.                  | Union Titus Petingen  | 26  | 18 | 4 | 4  | 060:280 | +32   | 58     |
| 3.                  | Jeunesse Canach (A)   | 26  | 15 | 5 | 6  | 052:290 | +23   | 50     |
| 4.                  | US Hostert (A)        | 26  | 12 | 7 | 7  | 047:290 | +18   | 43     |
| 5.                  | FC Rodingen 91        | 26  | 13 | 3 | 10 | 039:370 | +2    | 42     |
| 6.                  | FF Norden 02 (N)      | 26  | 12 | 4 | 10 | 041:460 | −5    | 40     |
| 7.                  | FC Monnerich (R)      | 26  | 10 | 6 | 10 | 048:520 | −4    | 36     |
| 8.                  | FC Mamer 32           | 26  | 8  | 9 | 9  | 034:380 | −4    | 33     |
| 9.                  | Swift Hesperingen     | 26  | 8  | 8 | 10 | 037:370 | ±0    | 32     |
| 10.                 | US Sandweiler         | 26  | 9  | 3 | 14 | 039:490 | −10   | 30     |
| 11.                 | Avenir Beggen (N)     | 26  | 8  | 4 | 14 | 039:490 | −10   | 28     |
| 12.                 | FC 72 Erpeldingen     | 26  | 7  | 5 | 14 | 032:500 | −18   | 26     |
| 13.                 | Union 05 Kayl/Tétange | 26  | 6  | 5 | 15 | 037:470 | −10   | 23     |
| 14.                 | Union Remich/Bous (N) | 26  | 3  | 2 | 21 | 020:660 | −46   | 11     |
| Stand: 22. Mai 2016 |                       |     |    |   |    |         |       |        |

| (A) | Absteiger aus der BGL Ligue                                   |
| (R) | Verbleib in der Ehrenpromotion durch Gewinn der Barragespiele |
| (N) | Neuaufsteiger aus den 1. Divisionen                           |

## Relegation BGL Ligue / Ehrenpromotion
| Paarung         | FC Wiltz 71 – Jeunesse Canach |
| Ergebnis        | 0:1 n. V. |
| Datum           | 27. Mai 2016 um 19:30 Uhr |
| Stadion         | Stade Henri Dunant, Beggen |
| Zuschauer       | 1282 |
| Schiedsrichter  | Tropeano |
| Tore            | 0:1 Maurer (120.) |
| FC Wiltz 71     | Ruffier - Civic (46. Keita), Souza, Nurkovic, Albanese - Burkic, Oliveira, Kouayep - Joachim, Verbist (66. Kalabic), Osmanovic Cheftrainer: Pascal Lebrun                  |
| Jeunesse Canach | Moreira – D. Teixeira, Rodrigues, Semedo, Gomes (95. Zeca) – Dervisevic (77. Negi), Maquart, C. Teixeira – Ferro, Bonet, Mukendi (87. Maurer) Cheftrainer: Oseias Ferreira |

## Relegation Ehrenpromotion / 1. Division
| Paarung                    | FC 72 Erpeldingen – Union Mertert-Wasserbillig |
| Ergebnis                   | 0:0, 5:6 i. E. |
| Datum                      | 28. Mai 2017 um 17:00 Uhr |
| Stadion                    | Kuerzwenkel, Consdorf |
| Zuschauer                  | 853 |
| Tore                       | Elfmeterschießen: ? |
| FC 72 Erpeldingen          | Almeida – Alves Da Mota, Siebenaler, Scheier (79. Da Cunha), Reeff – Barrela, Rocha, Reichling, C. Leweck – Fonseca, Lopes Cheftrainer: Charles Leweck                     |
| Union Mertert-Wasserbillig | De Paiva – Tönges, Schmitt, Braun, Roggendorf – Haas, Speltz (88. Picard), Reuland (105. Becker), Immer (65. Scalisse) – De Jesus Gaspar, Okeke Cheftrainer: Thomas Berens |

| Paarung               | Avenir Beggen – FC Alisontia Steinsel |
| Ergebnis              | 4:1 (1:0) |
| Datum                 | 30. Mai 2017 um 19:30 Uhr |
| Stadion               | Stade Jean Donnersbach, Lintgen |
| Zuschauer             | 1162 |
| Schiedsrichter        | Sales |
| Tore                  | 1:0 Bidiaka Pires (41.), 2:0 Rocha (60.), 2:1 Piron (71.), 3:1 Rock (85.), 4:1 D`Exelle (89.)                                                                 |
| Avenir Beggen         | Mersch – Spencer, Angelsberg, Welter, Silva – Rock, Thiel (88. Demeyer), Aquaro (79. D`Exelle), Rocha (81. Feller), Pires - Runser Cheftrainer: Daniel Santos |
| FC Alisontia Steinsel | Chrismousse – Dos Reis, Almeida, Porritiello, Barros – Alves, Boka (70. Dartigues), Molitor, Magalhaes – Lima, Piron Cheftrainer: Filipe Vila Verde           |

## Torschützenliste
| Pl. | Name                 | Team                 | Tore |
| --- | -------------------- | -------------------- | ---- |
| 1.  | Almir Smigalovic     | Union Titus Petingen | 17   |
| 2.  | Amine Aribi          | FC Differdingen 03   | 15   |
| 2.  | Benjamin Runser      | Avenir Beggen        | 15   |
| 4.  | Artur Abreu          | Union Titus Petingen | 11   |
| 4.  | Semsudin Dzanic      | Union Titus Petingen | 11   |
| 4.  | Romain Zewe          | FC Rodingen 91       | 11   |
| 7.  | Carlos Correia Lopes | UN Käerjéng 97       | 10   |
| 7.  | Damiel Mauger        | Swift Hesperingen    | 10   |
| 7.  | David Pauly          | FF Norden 02         | 10   |
| 7.  | Marco Quotschalla    | FC Rodingen 91       | 10   |